# Phytoliriomyza oreophila
Phytoliriomyza oreophila är en tvåvingeart som beskrevs av Singh och Ipe 1973. Phytoliriomyza oreophila ingår i släktet Phytoliriomyza och familjen minerarflugor. Inga underarter finns listade i Catalogue of Life.